# Abeya
Abeya  (en arabe أبية, fém. Abéyeh) est l'une des lignées majeures du cheval Arabe reconnues par les Bédouins. Elle est considérée comme une race nationale à part entière au Yémen. 

## Histoire

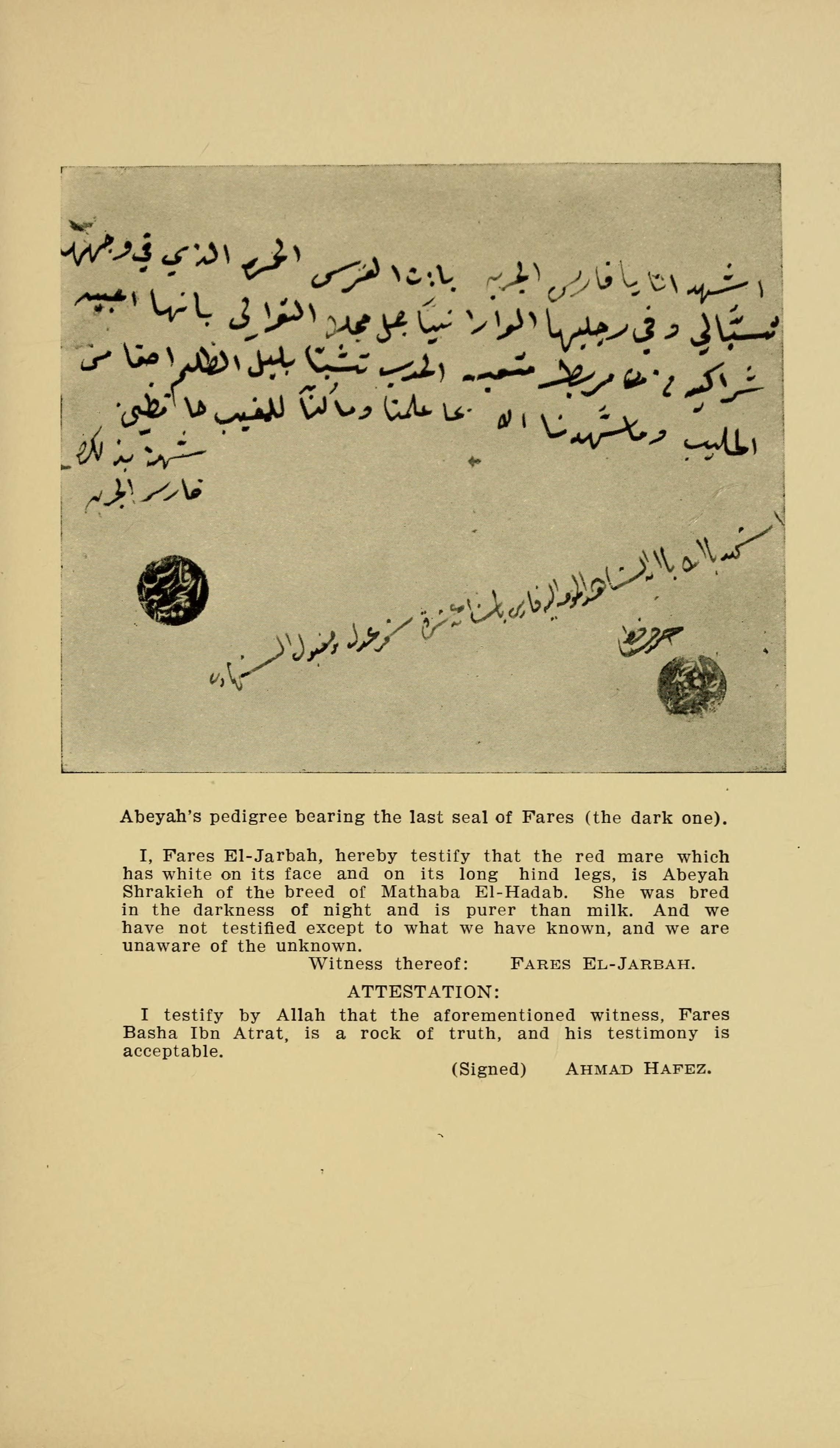
Document de transaction en arabe, certifiant que la jument vendue est une Abeya

Le nom vient de l'arabe أَبِيَةٌ, d'une racine 'by exprimant l'idée d’orgueil, de dédain ou de refus, le sens général paraît être « sujet d'orgueil ».
Il existe des variantes dans la transcription du nom :  Abéyan, Abeya, Abeia ou Ubbayah.
La lignée Abeya est identifiée comme étant l'une des cinq lignées fondatrices issues des Al Khamsa, les cinq juments à l'origine de la race arabe, bien que cette lignée ne soit pas représentée dans toutes les listes réduites à cinq. Comme les autres, elle a une légende fondatrice, celle de Sherrak, qui se serait perdu alors qu'il était poursuivi par ses ennemis pendant une guerre. W. S. Blunt cite les « Abéyan Sherrak » comme les plus beaux chevaux qu'il ait examinés parmi cette lignée, en particulier un étalon appartenant aux Gomussa, vu près d'Alep, et une jument appartenant à Beteyen ibn Mershid. Il précise que les sujets de pure lignée Abéyan sont élevés par la famille bédouine Abu Jeréys, des Meséka. Sherrak n'est pas la seule sous-lignée des Abeya, puisqu'il en existe six autres moins réputées, dont Abeyan Zahaine.

## Description
Cette lignée est décrite comme assez proche de Saklawi, avec de la finesse et un dos souvent plus long que chez les autres chevaux arabes. Les sujets sont généralement de petite taille,, soit autour d'1,47 m. Ils présentent une robe grise, avec davantage de marques blanches que les autres lignées,.
Homer Davenport les considère comme la plus élégante des lignées de chevaux arabes.
Une étude a été publiée en 2011 concernant la consanguinité des chevaux de lignée Obeyan élevés en Iran. Le coefficient de consanguinité des 189 chevaux analysés est de 1,8, ce qui constitue l'un des taux les plus bas parmi les lignées évaluées, plus bas notamment que pour la lignée Saklawi (2,6) et la lignée Koheilan (2.4).

## Diffusion de l'élevage
Cette lignée est considérée comme une race arabe nationale au Yémen. Dans le Khouzistan en Iran, le prestige des chevaux s'évalue en fonction de la famille qui a élevé leur lignée : les chevaux Obayan Sharak des Mir sont considérés comme particulièrement prestigieux.

#### Étude
- [Gharahveysi et Irani 2011] (en) Shahabodin Gharahveysi et Mehrdad Irani, « Inbreeding Study on the Iranian Arab Horse Population », World Journal of Zoology, vol. 6, no 1,‎ 2011 (ISSN 1817-3098, lire en ligne)